# روي براون (موسيقي)
روي براون (بالإنجليزية: Roy Brown)‏ هو موسيقي ومغني وملحن أمريكي، ولد في 18 يوليو 1945 في أورلاندو في الولايات المتحدة.

## وصلات خارجية
- الموقع الرسمي
- روي براون على موقع ميوزك برينز (الإنجليزية)
- روي براون على موقع ديسكوغز (الإنجليزية)